# Frédéric Ier de Bohême
Frédéric Premysl (en tchèque Bedřich), prince de Bohême de 1172 à 1173 et de 1178 à 1189.

## Origine
Frédéric est le fils aîné du roi Vladislav II et de sa première épouse Gertrude de Babenberg. Son père abdique en sa faveur en 1172 mais, à la suite d'un conflit dynastique, il est déposé en septembre 1173. Il est ensuite prince suzerain de Bohême de 1178 à sa mort le 25 mars 1189.

## Règnes
Frédéric est imposé au trône de Bohême par son père, au nom du principe de la primogéniture, mais sans l'accord préalable de la diète, des nobles tchèques ni de l'aval de l'empereur. Frédéric entre en conflit avec les fils de son grand-oncle Sobeslav Ier de Bohême, Ulrich d'Olomouc et Venceslas II de Bohême, qui obtiennent le soutien de Frédéric Barberousse. Ce dernier dépose son homonyme de Bohême en 1173 et nomme duc Oldrich qui se retire immédiatement au profit de son frère aîné Sobeslav II de Bohême. Profitant d'un conflit entre Sobeslav II et l'empereur, Frédéric s'assure du soutien de celui-ci, lève une armée et défait son cousin lors des batailles de Lodenice puis de Prague et récupère son trône en 1178.
Appliquant la devise « diviser pour mieux régner », l'empereur nomme l'évêque de Prague, Bretislav Jindřich, par ailleurs cousin de Frédéric, « prince du Saint-Empire », faisant de lui un vassal direct de l'empire au même titre que le prince de Bohême. Pour un temps, les terres de la couronne de Bohême restent divisées entre l'évêché de Prague, la Bohême et la Moravie, alors sous la domination du margrave Conrad II de Bohême, d'une branche cadette de la dynastie des Přemyslides et lui aussi prince du Saint-Empire depuis 1182. Frédéric meurt le 25 mars 1189 et le margrave de Moravie lui succède sous le nom de Conrad II.

## Union et descendance
De son mariage avec Élisabeth de Hongrie, fille du roi Géza II, sont nés :
- Hélène fiancée en 1164 à l'âge de 6 ans avec Pierre Comnène fils de l'empereur Manuel Ier Comnène ;
- Sophie (?-25 mai 1195), épouse d'Albert margrave de Misnie ;
- Ludmilla (1170-15 août 1240), épouse d'Adalbert IV comte de Bogen (mort en 1197), puis en 1204 de Louis Ier, duc  de Bavière ;
- Vratislav (?-1180) ;
- Olga (?-vers 1163) ;
- Marguerite (?-28 août 1167).

## Sources
- Francis Dvornik, Les Slaves histoire, civilisation de l'Antiquité aux débuts de l'Époque contemporaine, Paris, éditions du Seuil, 1970, 1196 p.
- Jörg K. Hoensch et Françoise Laroche (traduction), Histoire de la Bohême, Paris, Éditions Payot, 1995 (ISBN 2228889229).
- Pavel Bělina, Petr Čornej et Jiří Pokorný, Histoire des Pays tchèques, Paris, Éditions du Seuil, coll. « Points Histoire U 191 », 1995, 510 p. (ISBN 2020208105).
- (de) Europäische Stammtafeln, vol. 3, Francfort-sur-le-Main, Vittorio Klostermann, Gmbh, 2004 (ISBN 3465032926), Die Herzoge von Böhmem I und die Fürsten von Mähren (Die Przemysliden)  Tafel 55.